# Hydrolithon farinosum
Hydrolithon farinosum (J.V. Lamouroux) D. Penrose & Y.M. Chamberlain, 1993 é o nome botânico de uma espécie de algas vermelhas pluricelulares do gênero Hydrolithon, família Corallinaceae, subfamília Mastophoroideae.
- São algas marinhas encontradas na Europa, África, Ásia, Américas, Austrália e em muitas ilhas do Pacífico, Atlântico e Pacífico.

## Sinonímia
- Melobesia farinosa J.V. Lamouroux, 1816
- Melobesia granulata (Meneghini) Zanardini, 1843
- Fosliella farinosa (J.V. Lamouroux) M.A. Howe, 1920